# Индо-ганшка низија
Индо-ганшка низија, позната и као „Северноиндијска речна долина“ је плодно низијско подручје које се простире на 255 милиона хектара и оно обухвата већи део северне и источне Индије, источне делове Пакистана и читаву површину Бангладеша. Овај регион је добио име по рекама Инд и Ганг, и обухвата читав низ великих урбаних подручја.
Индо-ганшка низија је на северу оивичена Хималајима који водом пуне велики број река и представљају извор плодног наноса депонованог широм региона путем два речна система. Јужни руб низије наслања се на висораван Чота Нагпур. На западу се издиже Иранска висораван.

## Подела
Неки географи деле индо-гангску низију на неколико сегмената: Низија долине Инда, Пенџаб низија, Харјанска низија, и средња и нижа долина Ганга. Ова регионална подела углавном се заснива на доступности воде.
По другој дефиницији, Индо-гангска низија је делхијским гребеном подељена у два слива; западни део се састоји од пенџабске и харјанске низије, а источни део се састоји од речног система Ганга и Брамапутре. Овај пресек са налази на само 300 метара надморске висине, због чега се ствара перцепција да је индо-гангска низија непрекидна између два слива.
Низије Пенџаб и Харјана подједнако се наводњавају водом из река Рави, Беас, и Сатлеџ. Пројекти наводњавања на овим рекама довели су до смањења протока воде, који достиже нижа подручја у држави Пенџаб у Индији и долини Инда у Пакистану. Користи од повећаног наводњавања према пољопривредницима у Харјана долини су контроверзне, због утицаја које наводњавање оставља на пољопривредни живот у областима Пенџаба, како у Индији, тако и у Пакистану.
Средњи део гангске низије простире се од реке Јамуне на западу до државе Западни Бенгал на истоку. Нижи део гангске низије и долине Асам је зеленији од средњег дела.
Доња долина реке Ганг налази се у Западном Бенгалу, одакле утиче у Бангладеш. Након спајања се Јамуном која отиче из главног тока реке Брамапутра, обе реке чине делту реке Ганг.
Брамапутра извире на Тибету, под именом „Јарлунг Зангбо“ и протиче кроз Аруначал Прадеш и Асам, пре преласка у Бангладеш.

## Географске одлике
С обзиром на величину низије, тачан обим може да варира у зависности од извора. Отприлике, индо-гангска низија обухвата:
- Кашмир на северу;
- Пенџаб, покрајина Пакистана и планински венац Аравали на западу;
- Асам и Бангладеш у подножју Хималаја на истоку; и
- висораван Чота Нагпур на југу.

Индо-гангске равнице, познате и као „велика пространства“, су велика плавна подручја речних сливова Инда, Ганга и Брамапутре. Она се простиру паралелно са Хималајима, од Џамуа и Кашмира на западу до Асама на истоку и натапају већину северне и источне Индије. Равнице обухватају површину од 700.000 km² и варирају у ширини током своје дужине од неколико стотина километара. Главне реке овог слива су Ганги Инд и њихове притоке: Беас, Чамбал, Ченаб, Гомти, Рави, Сатлеџ и Јамуна.
Плодна регија Тераи је непалски продужетак низије. Земљиште је богато муљем, чинећи ову низију једном од најкултивисанијих делова света. Чак су и рурална подручја густо насељена.
Индо-гангска низија се простире широм Јужне Азије. Велика пространства индо-гангских равница су понекад класификована у четири региона:
- Бабар појас - наслања се на подножје Хималаја и састоји се од стена и камења које су реке наносиле. Како је порозност овог појаса веома висока, вода тече под земљом. Овај појас је углавном узак, ширине око 7-15 km.
- Тераи појас - надовезује се на Бабар регион и састоји се од новијег плодног наноса. Подземни токови излазе на површину у овом региону. Овај појас је изузетно влажан и прекривен густом шумом. Такође прима много падавина током целе године и насељен је различитим дивљим животињама.
- Бангар појас - састоји се од старијих слојева наноса и формира алувијалну терасу[9] од плавних равница. У низији око реке Ганг, овај појас је богат ниским брдима покривеним латеритним слојевима.
- Хадир појас - лежи у равничарским подручјима након Бангар појаса. Састоји се од свежег новијег слоја који наносе реке које се сливају низ равницу.

Индо-гангске равнице су најобимније пространство непрекидног плодног наноса коју је формирало таложење муља из бројних река. Равнице су углавном без иједног дрвета, што је погодно за наводњавање путем канала. Подручје је такође богато подземним изворима слатке воде. Ове равнице су најкултивисаније области на свету. Главни усеви који се узгајају су пиринач и пшеница, који се сеју у ротацији. Други усеви укључују кукуруз, шећерну трску и памук. Индо-гангска низија убраја се међу најгушће насељена подручја на свету.

## Фауна
Донедавно, простране травнате површине у Индо-гангској низији биле су настањене бројним великим врстама животиња. Ове равнице су биле дом великог броја биљоједа, у које спадају све три врсте азијског носорога (Индијски носорог, Јавански носорог и Суматрански носорог). Пространи пашњаци су били по много чему слични пејзажима модерне Африке. Газеле, биволи, носорози, слонови, лавови и нилски коњи су лутали пашњацима, на исти начин као што то раде у Африци данас. Велика крда индијских слонова, газела, антилопа и коња су живела заједно, укључујући и сада изумрлих турова. У шумским подручјима било је неколико врста дивљих свиња и јелена. У влажнијим пределима у близини Ганга обитавала су велика крда водених бивола који су пасли на обалама река уз изумрле врсте нилског коња.

## Историја
Овај регион је познат по цивилизацији долине Инда, која је одговорна за рођење древне културе Индијског потконтинента. Раван и плодан терен је омогућио вишеструки успон и експанзију разних царстава, укључујући Магадске династије, царски Канауј, Могулско царство и царство Марата – од којих су сви имали своје демографске и политичке центре у Индо-ганшкој низији. Током ведског и епишког периода индијске историје, ова регија се називала "„Арјаварта” (земља Арјана). Према Мануовом законику (2.22), 'Арјаварта' је „предео између Хималаја и ланца Виндја, од Источног мора (Бенгалски залив) до Западног мора (Арабијско море)”". Ова регија је називана „Хиндустаном” (земљом Инда), што је изведено из персијског термина за реку Инд. Тај термин је касније кориштен као назив за цели Индијски потконтинент. Језик који се користио у овој области се називао хиндустанским, урду и хиндуски, што су два стандардизована регистра. Термин „хиндустански” се користи за људе, музику, и културу овог региона.